# Vitolo Machín
Víctor Machín Pérez (Las Palmas de Gran Canaria, 2 de noviembre de 1989), conocido como Vitolo, es un exfutbolista español que jugaba como centrocampista.

## Trayectoria
Formado en la cadena de filiales de la Unión Deportiva Las Palmas, en la temporada 2008-09, tras pasar por Las Palmas "C", llegó a la plantilla de Las Palmas Atlético en Segunda División B. Al año siguiente el equipo descendió y jugó toda la temporada en el grupo XII de Tercera.

### U. D. Las Palmas
En la temporada 2010-11,  se convirtió en profesional con el primer equipo, como parte del proyecto de cantera del club, y debutó en Segunda División como titular en la primera jornada contra el Nastic, partido que finalizó con un 3 a 2 favorable a su equipo. Unos días más tarde se hizo pública su renovación hasta 2013 con el equipo canario.
El 27 de noviembre de 2010 se lesionó de forma fortuita durante el partido contra el Rayo Vallecano al sufrir una rotura completa del ligamento cruzado anterior de la rodilla derecha, por lo que debió ser intervenido quirúrgicamente y se le estimó un periodo de recuperación de siete meses. Tras una primera temporada en el primer equipo, corta tras su lesión, el jugador amplió su vinculación con la entidad grancanaria el 9 de julio de 2011 hasta junio de 2016.
En la temporada 2012-13 fue el máximo goleador de su club anotando 15 goles en los 44 partidos que disputó entre liga y copa. Además recibió el Premio Germán Dévora otorgado por el diario Canarias 7.

### Sevilla F. C.
Tras tres años en la plantilla canaria fue traspasado al Sevilla F. C. de la Primera división de España por tres millones de euros. En el partido contra Villarreal C. F. anotó el gol más rápido de la historia de la Liga Europa de la UEFA a los 13 segundos, superando así a Ismael Blanco del AEK Atenas griego que en 2009 marcó al Bate Borisov de Bielorrusia a los 15,21 segundos. En la temporada 2015-16, Jan Sýkora le quitó dicho récord al marcar con el Slovan Liberec al Qarabag Agdam a los 10 segundos y 69 décimas.
En sus tres primeras temporadas en el Sevilla F. C. se convirtió en un fijo en las alineaciones y un pilar de los títulos conquistados por el Club. De esta manera en 2016 renovó su contrato hasta 2020. Sin embargo, en julio de 2017 rescindió su contrato con el club sevillista.

### Unión Deportiva Las Palmas
Tras pagar la cláusula de rescisión de 40 millones de euros se incorporó a la Unión Deportiva Las Palmas hasta enero de 2018, fecha en que marcharía al Club Atlético de Madrid, equipo que no podía inscribirlo durante el mercado de verano de 2017, como consecuencia de una sanción FIFA. El Atlético de Madrid firmó un contrato con el jugador hasta 2022.

### Atlético de Madrid
Desde el 28 de diciembre empieza a entrenar con el club madrileño, aun recuperándose de la lesión que se produjo el 30 de noviembre.Tras tres temporadas y media en el conjunto colchonero, el 4 de julio de 2021 fue cedido al Getafe Club de Fútbol.
En este equipo apenas participó en siete partidos durante toda la campaña y, tras dejarse ver en el Estadio de Gran Canaria con la camiseta de la U. D. Las Palmas, se rumoreó con una posible vuelta al club. Esta se produjo el 21 de julio después de que ambos clubes llegaran a un acuerdo para su cesión durante la temporada 2022-23. La temporada fue aciaga, jugando solo 8 partidos por una sucesión de lesiones. Finalmente el 10 de mayo de 2023 tuvo que ser operado de la rodilla derecha, estimándose una baja de entre 8 y 10 meses.
El 30 de junio de 2024 dejó de pertenecer al Atlético de Madrid al finalizar el contrato que tenía con el equipo madrileño. El 22 de diciembre, tras dos años sin jugar, anunció su renuncia definitiva al fútbol profesional.

## Selección nacional
El 21 de enero de 2008  fue convocado por primera vez con la selección española sub-19, para realizar entrenamientos los días 22 y 23 de enero con vistas al VII Campeonato de Europa Sub-19 de la UEFA.
La primera convocatoria con la selección absoluta le llegó el 20 de marzo de 2015, siendo citado por Vicente del Bosque de cara al partido a disputar en el Sánchez Pizjuán contra Ucrania, clasificatorio para la Eurocopa 2016, así como un amistoso contra Holanda en Ámsterdam. Fue en este último partido cuando se produjo su debut.
Ya con Julen Lopetegui como seleccionador vuelve a ser convocado, siendo titular en un amistoso contra Bélgica y un partido de clasificación para el Mundial del 2018 contra Liechtenstein en el que anotó su primer gol.

#### Goles internacionales
| N.º | Fecha                   | Estadio                                        | Rival         | Gol | Resultado | Competición                |
| --- | ----------------------- | ---------------------------------------------- | ------------- | --- | --------- | -------------------------- |
| 1   | 5 de septiembre de 2016 | Estadio Municipal Reino de León, León, España  | Liechtenstein | 4-0 | 8-0       | Clasificación Mundial 2018 |
| 2   | 6 de octubre de 2016    | Juventus Stadium, Turín, Italia                | Italia        | 0-1 | 1-1       | Clasificación Mundial 2018 |
| 3   | 12 de noviembre de 2016 | Nuevo Estadio de Los Cármenes, Granada, España | Macedonia     | 2-0 | 4-0       | Clasificación Mundial 2018 |
| 4   | 24 de marzo de 2017     | Estadio El Molinón, Gijón, España              | Israel        | 2-0 | 4-1       | Clasificación Mundial 2018 |

## Estadísticas

### Clubes
Actualizado al último partido disputado el 11 de diciembre de 2022.
| U. D. Las Palmas · España | 2.ª           | 2010-11       | 10  | 1  | 0  | 0 | —  | —  | 10  | 1  | 0.1  |
| U. D. Las Palmas · España | 2.ª           | 2011-12       | 36  | 10 | 0  | 0 | —  | —  | 36  | 10 | 0.28 |
| U. D. Las Palmas · España | 2.ª           | 2012-13       | 41  | 15 | 3  | 0 | —  | —  | 44  | 15 | 0.34 |
| U. D. Las Palmas · España | Total club    | Total club    | 87  | 26 | 3  | 0 | —  | —  | 90  | 26 | 0.29 |
| Sevilla F. C. · España | 1.ª           | 2013-14       | 29  | 4  | 0  | 0 | 16 | 4  | 45  | 8  | 0.18 |
| Sevilla F. C. · España | 1.ª           | 2014-15       | 28  | 6  | 2  | 0 | 12 | 3  | 42  | 9  | 0.21 |
| Sevilla F. C. · España | 1.ª           | 2015-16       | 28  | 2  | 6  | 1 | 13 | 2  | 47  | 5  | 0.11 |
| Sevilla F. C. · España | 1.ª           | 2016-17       | 30  | 6  | 4  | 0 | 9  | 0  | 43  | 6  | 0.14 |
| Sevilla F. C. · España | Total club    | Total club    | 115 | 18 | 12 | 1 | 50 | 9  | 177 | 28 | 0.16 |
| U. D. Las Palmas · España | 1.ª           | 2017-18       | 9   | 1  | 2  | 0 | —  | —  | 11  | 1  | 0.09 |
| U. D. Las Palmas · España | Total club    | Total club    | 9   | 1  | 2  | 0 | 0  | 0  | 11  | 1  | 0.09 |
| Atlético de Madrid · España | 1.ª           | 2017-18       | 14  | 1  | 3  | 1 | 6  | 1  | 23  | 3  | 0.13 |
| Atlético de Madrid · España | 1.ª           | 2018-19       | 20  | 0  | 3  | 1 | 5  | 0  | 28  | 1  | 0.04 |
| Atlético de Madrid · España | 1.ª           | 2019-20       | 28  | 3  | 3  | 0 | 4  | 0  | 35  | 3  | 0.09 |
| Atlético de Madrid · España | 1.ª           | 2020-21       | 10  | 0  | 2  | 0 | 3  | 0  | 15  | 0  | 0    |
| Atlético de Madrid · España | Total club    | Total club    | 72  | 4  | 11 | 2 | 18 | 1  | 101 | 7  | 0.07 |
| Getafe C. F. · España | 1.ª           | 2021-22       | 7   | 0  | 0  | 0 | —  | —  | 7   | 0  | 0    |
| Getafe C. F. · España | Total club    | Total club    | 7   | 0  | 0  | 0 | 0  | 0  | 7   | 0  | 0    |
| U. D. Las Palmas · España | 2.ª           | 2022-23       | 7   | 0  | 0  | 0 | —  | —  | 7   | 0  | 0    |
| U. D. Las Palmas · España | Total club    | Total club    | 7   | 0  | 0  | 0 | 0  | 0  | 7   | 0  | 0    |
| Total carrera | Total carrera | Total carrera | 297 | 49 | 28 | 3 | 68 | 10 | 393 | 62 | 0.16 |
| (1) Incluye datos de Copa del Rey y Supercopa de España. (2) Incluye datos de Liga Europa de la UEFA, Supercopa de Europa y Liga de Campeones de la UEFA. |               |               |     |    |    |   |    |    |     |    |      |

## Palmarés

### Torneos nacionales
| Título                     | Club               | País   | Año  |
| -------------------------- | ------------------ | ------ | ---- |
| Primera División de España | Atlético de Madrid | España | 2021 |

### Torneos internacionales
| Título                 | Club               | Sede     | Año  |
| ---------------------- | ------------------ | -------- | ---- |
| Liga Europa de la UEFA | Sevilla F. C.      | Turín    | 2014 |
| Liga Europa de la UEFA | Sevilla F. C.      | Varsovia | 2015 |
| Liga Europa de la UEFA | Sevilla F. C.      | Basilea  | 2016 |
| Liga Europa de la UEFA | Atlético de Madrid | Lyon     | 2018 |
| Supercopa de Europa    | Atlético de Madrid | Tallin   | 2018 |